# Lourdes (Brasil)
Lourdes es un municipio brasileño del estado de São Paulo. Se localiza a una latitud 20°58′1″ sur y a una longitud 50°13′27″ oeste, estando a una altitud de 403 metros. Su población estimada en 2004 era de 2.182 habitantes.
Posee un área de 113,8 km².

## Geografía

### Demografía
Datos del Censo - 2000
- Población Total: 2007
- Urbana: 1.552
- Rural: 455
- Hombres: 1.039
- Mujeres: 968

Densidad demográfica (hab./km²): 17,64
Mortalidad infantil hasta 1 año (por mil): 22,45
Expectativa de vida (años): 68,04
Tasa de fertilidad (hijos por mujer): 2,91
Tasa de Alfabetización: 84,45%
Índice de Desarrollo Humano (IDH-M): 0,737
- IDH-M Salario: 0,657
- IDH-M Longevidad: 0,717
- IDH-M Educación: 0,837

(Fuente: IPEAFecha)

## Turismo

### Carnaval
- Skolachados
- Reunión del Chapo
- Los Quebrados
- Galizé de la Madrugada
- Reunión de los Sectores de la Prefectura

### Fiestas Religiosas
- Fiesta de Reyes en el Barrio Pereirão (siendo unas de las mayores del género en el Brasil)

### Carreteras
- SP-461 - Carretera Diputado Roberto Rollemberg

## Administración
- Prefecto: Franklin Quirino da Silva Nieto (2009/2012)
- Viceprefecto: Marcelo Júnior Taveira (2009/2012)
- Presidente de la cámara: Ilmar (2009/2010)